# Tanay
Tanay é uma comuna francesa na região administrativa da Borgonha-Franco-Condado, no departamento de Côte-d'Or. Estende-se por uma área de 12,5 km². Em 2010 a comuna tinha 229 habitantes (densidade: 18,3 hab./km²).